# 경북나드리열차
경북나드리열차(慶北―列車)는 경상북도 일원을 철도로 운행 했던 한국철도공사의 관광열차이다. 경상북도의 철도 관광 활성화를 위해 한국철도공사와 경상북도가 양해각서를 체결하여 운행하였다.
2009년 12월 7일 경북관광순환테마열차라는 이름으로 운행을 개시하였고, 8년 만인 2017년 12월 1일 현재의 이름으로 명칭이 바뀜과 동시에 여행사 상품으로 변경되었다. 차량은 도시통근형 디젤 액압 동차를 개조하여 사용하였으며, 무궁화호 등급으로 운행하였다.

## 개요
문경, 예천, 영주, 봉화, 경주, 포항, 청도 등을 운행하는 관광열차이다. 내부 시설은 기본적으로 무궁화호 도색 차량과 동일하나, 2호차의 일부를 이벤트카페로 운영하고 3호차에 노래방 시설, 이벤트용 좌석, 경북 지역 특산품 전시장 설치, 4호차에 세미나실 설치 등으로 약간의 개조를 하였다. 2013년 말에서 2014년 초까지의 리뉴얼 이후 지역 특산품 전시장이 사라지는 대신 그 자리에 간이카페 테이블과 좌석이 설치되었다. 차량은 4량 1편성 존재하며, 차량번호는 9033-9133-9134-9034호이다.

## 연혁
- 2009년 12월 7일: 경북관광순환테마열차로 운행 개시.
- 2013년 12월 9일 ~ 2014년 1월 3일 : 운행 중지.[1]
- 2014년 1월 4일 : 운행 재개[2] 및 차량 리뉴얼 완료. 새로 바뀐 도색은 경상북도의 특색을 잘 나타내도록 만들어졌다.
- 2014년 2월 7일 : 경북 야간편을 새로 신설하여 운행 개시. 애칭은 포항 한밤愛열차이다.[3] 기존 수요일에 운행하던 영덕/포항편 상품도 금요일로 운행일이 변경되고 명칭도 경북 바다편으로 변경되었다.
- 2015년 10월 16일 : 경북 야간편의 애칭을 청도불빛열차로 바꾸고, 운행 계통 역시 동대구~청도 구간으로 바뀌었다.
- 2016년 9월 27일 ~ 2017년 11월 30일 : 운행 중지.[4]
- 2017년 12월 1일 : 경북나드리열차로 명칭 변경 및 운행 재개.
- 2021년 12월 31일 : 코레일과 경상북도 간의 운행 계약 만료 및 동차 내구연한 도래로 인한 운행 종료

## 운행 구간
2017년 리뉴얼 이후의 운행 구간이다.
- 경북나드리열차
  - 토요일, 일요일 운행
    - 2575, 2576 : 동대구역 ~ 대구역 ~ 왜관역 ~ 구미역 ~ 김천역 ~ 상주역 ~ 점촌역 ~ 용궁역 ~ 영주역 ~ 춘양역 ~ 분천역

  - 금요일 운행
    - 2751, 2752 : 동대구역 ~ 하양역 ~ 영천역 ~ 서경주역 ~ 포항역
    - 2753, 2754 : 동대구역 ~ 경산역 ~ 청도역

## 임시 운행 구간
2018년 11월 9일, 22일에 남북통일기원열차로 다음 구간을 운행하였다. 
- 4636 : 동대구역 → 임진강역 / 4637 : 서울역 → 동대구역

2018년 12월 31일, 2019년 1월 1일 새해 해돋이 임시 열차로 다음 구간을 운행하였다.
- 4623 : 대전역 → 강구역 / 4624 : 강구역 → 대전역

## 이전 운행 구간
2016년 운행 중지 직전 기준 경북관광순환테마열차의 운행 구간이다.
- 경북순환열차
  - 금요일을 제외한 모든 날에 운행하였다.
    - 오전 : 동대구역 → 대구역 → 왜관역 → 구미역 → 김천역 → 옥산역 → 상주역 → 점촌역 → 용궁역 → 예천역 → 영주역 → 안동역 → 의성역 → 탑리역 → 화본역 → 북영천역 → 하양역 → 동대구역
    - 오후 : 동대구역 → 하양역 → 북영천역 → 화본역 → 탑리역 → 의성역 → 안동역 → 영주역 → 예천역 → 용궁역 → 점촌역 → 상주역 → 옥산역 → 김천역 → 구미역 → 왜관역 → 대구역 → 동대구역
- 아래 경로는 매주 금요일에 운행하였다.
  - 경북바다열차
    - 동대구역 ↔ 하양역 ↔ 영천역 ↔ 건천역 ↔ 경주역 ↔ 포항역

  - 청도불빛열차
    - 동대구역 ↔ 경산역 ↔ 청도역

## 사진

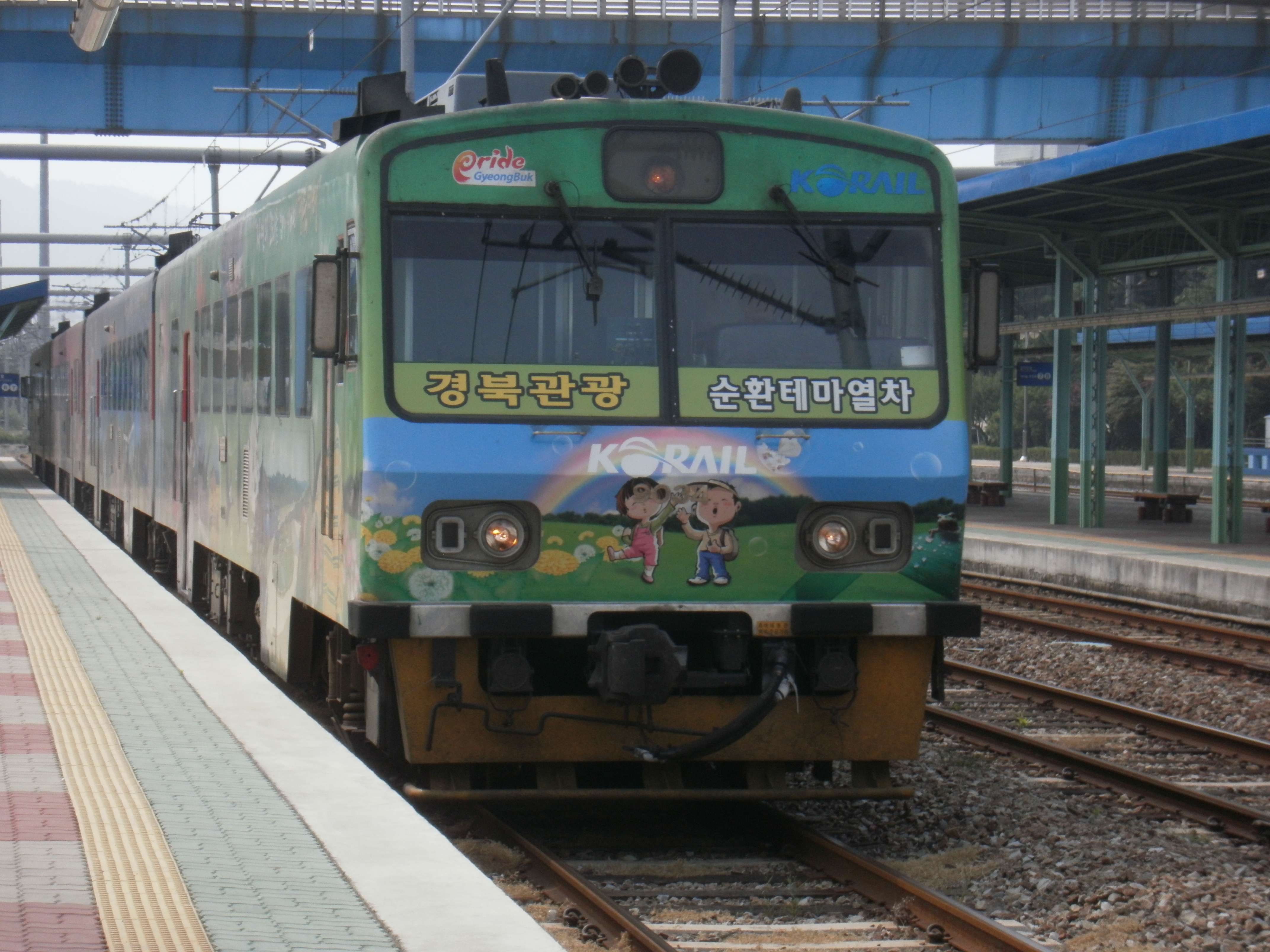
김천역에 진입중인 열차 (경북나드리열차로 개칭 및 열차 도색 변경 전의 모습이다.)
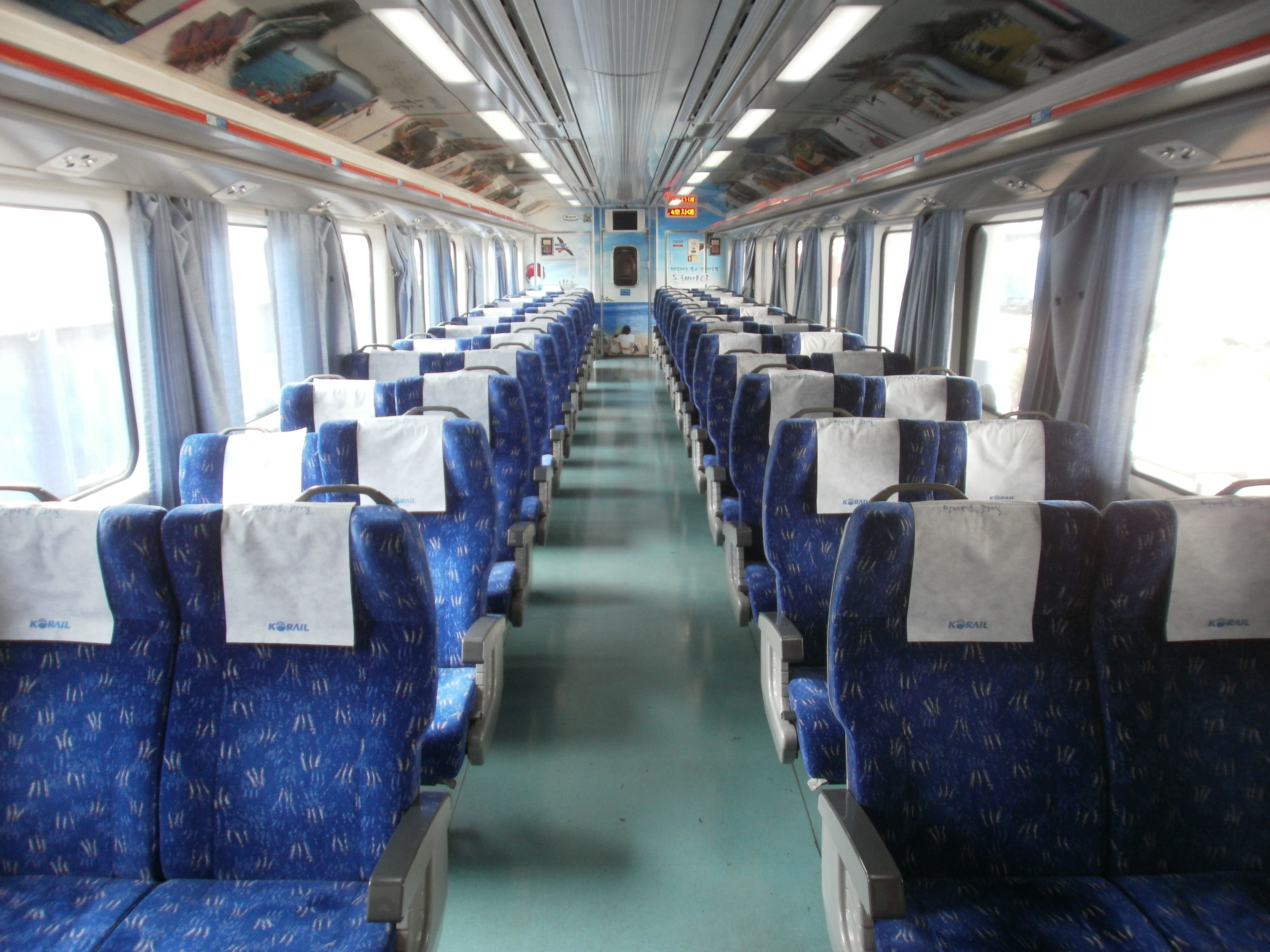
열차 내부
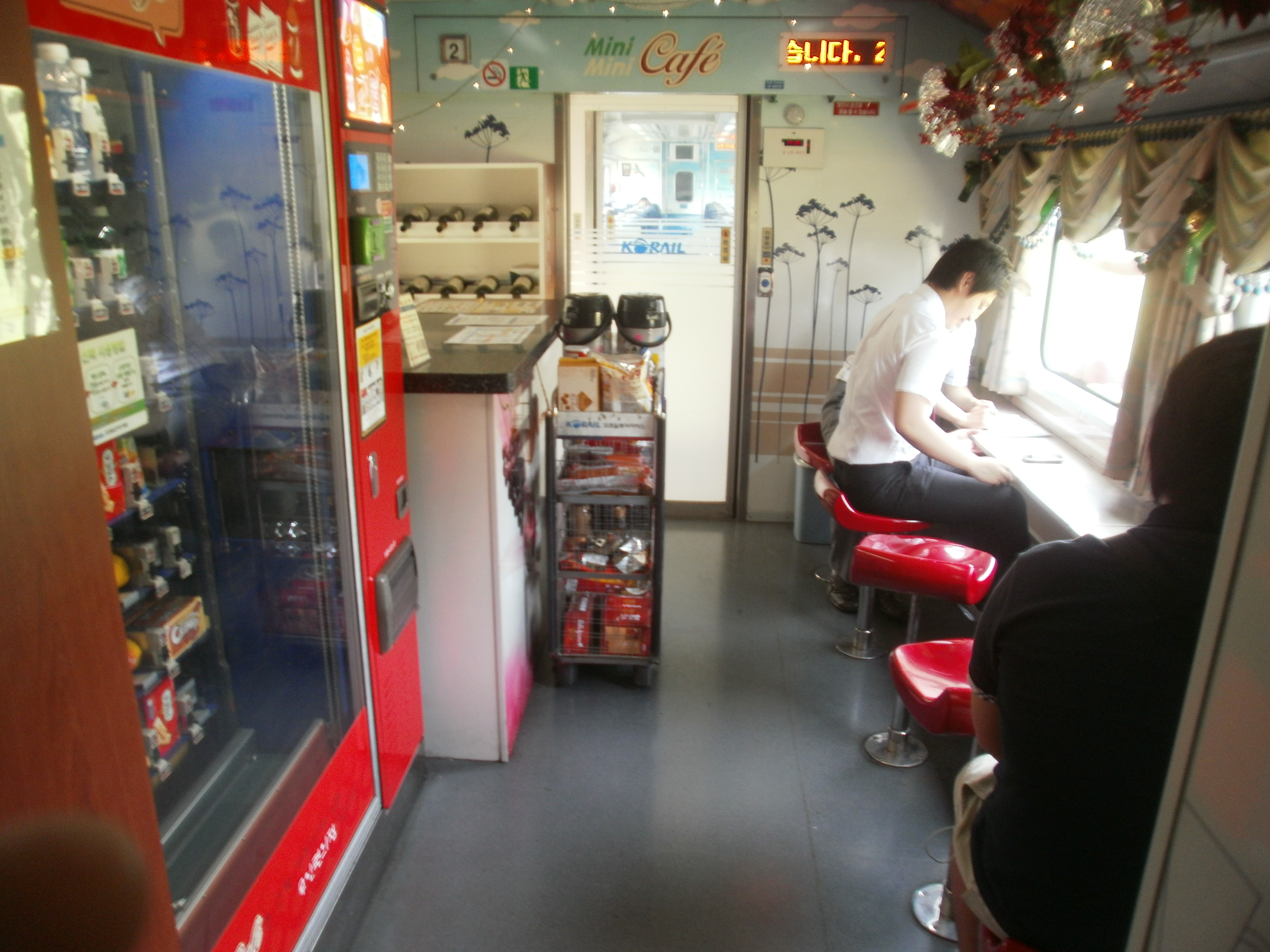
와인 카페
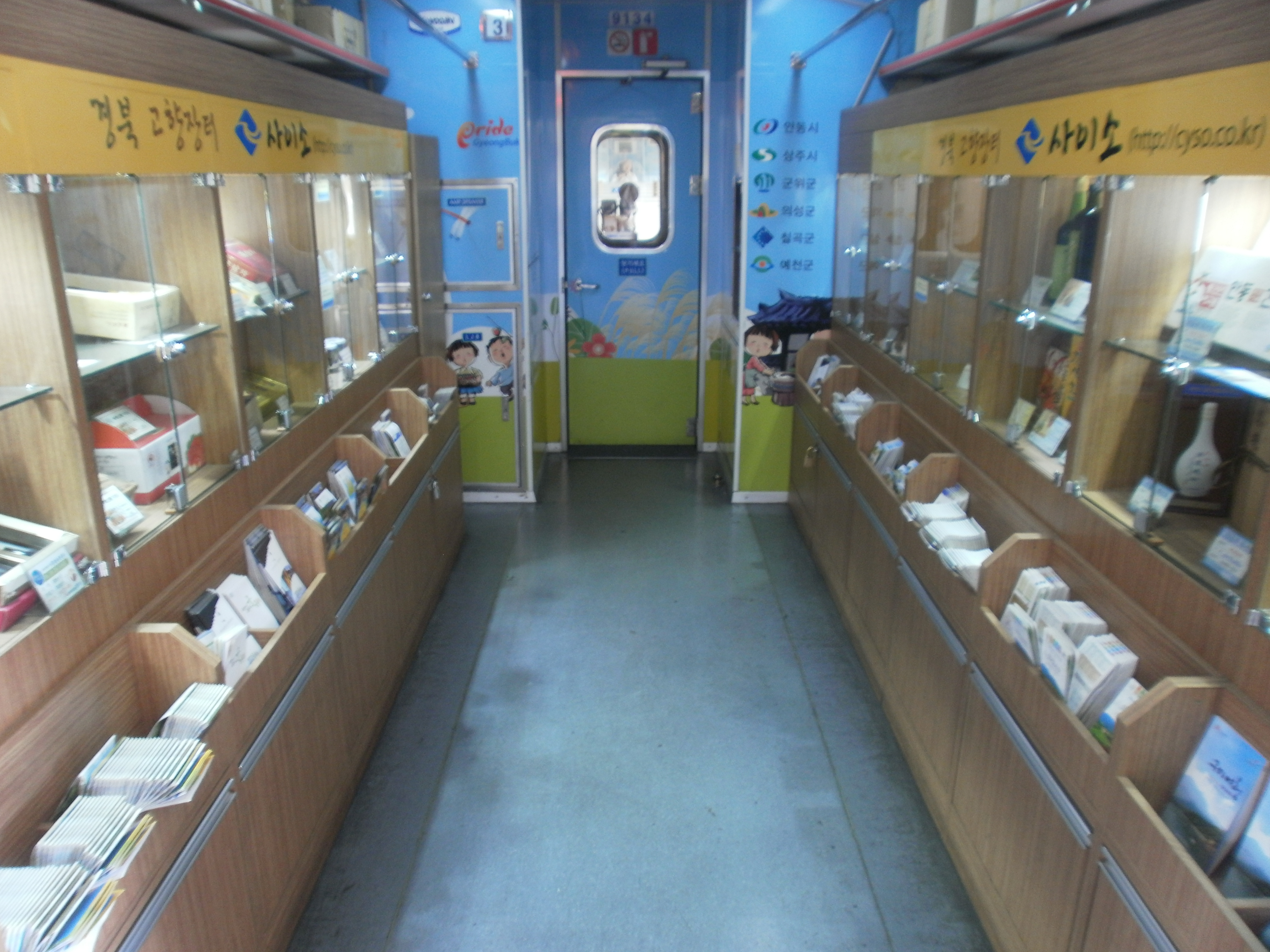
특산품 전시코너 (현재는 간이카페 테이블, 좌석이 설치되었다.)
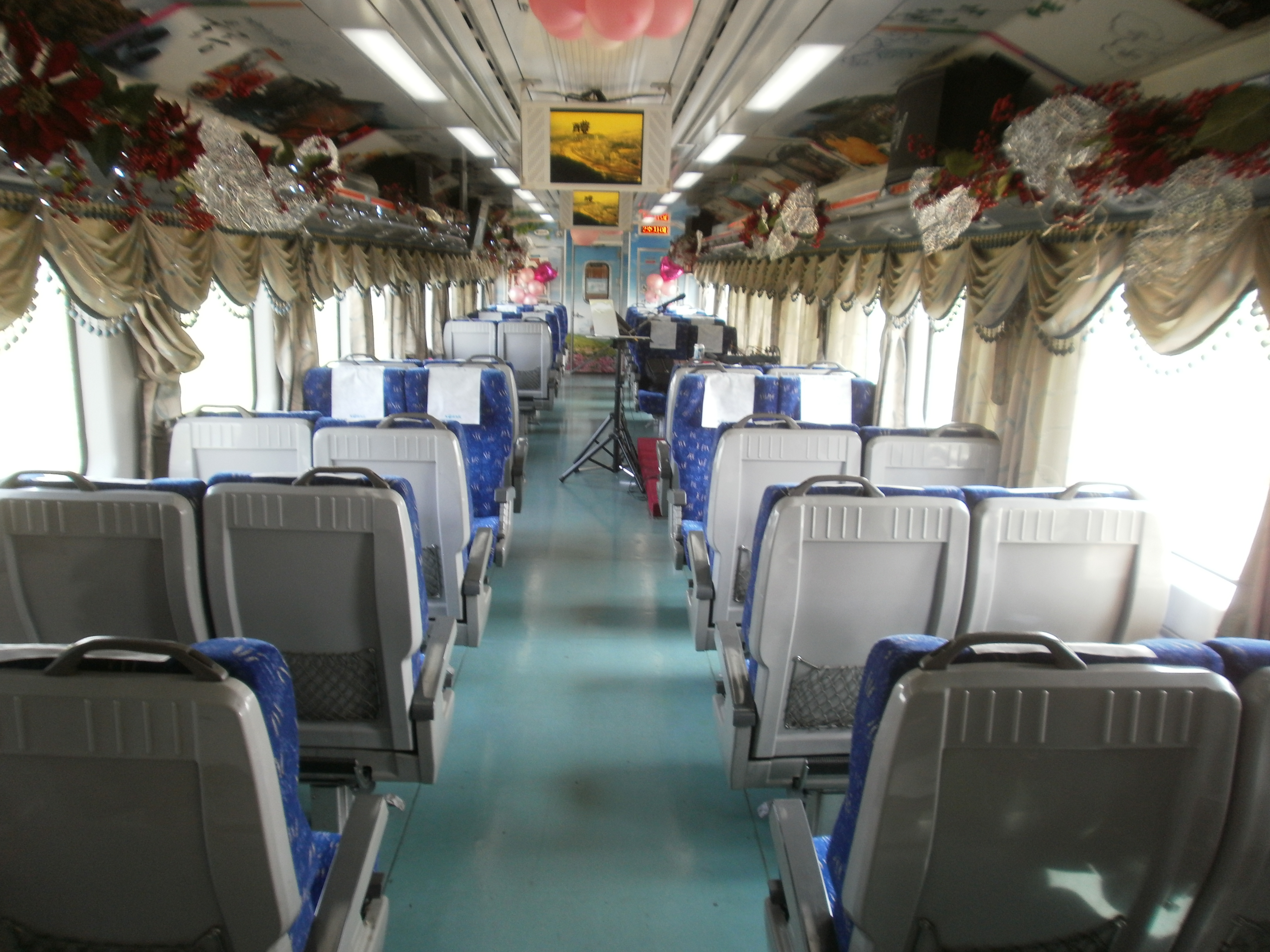
이벤트실
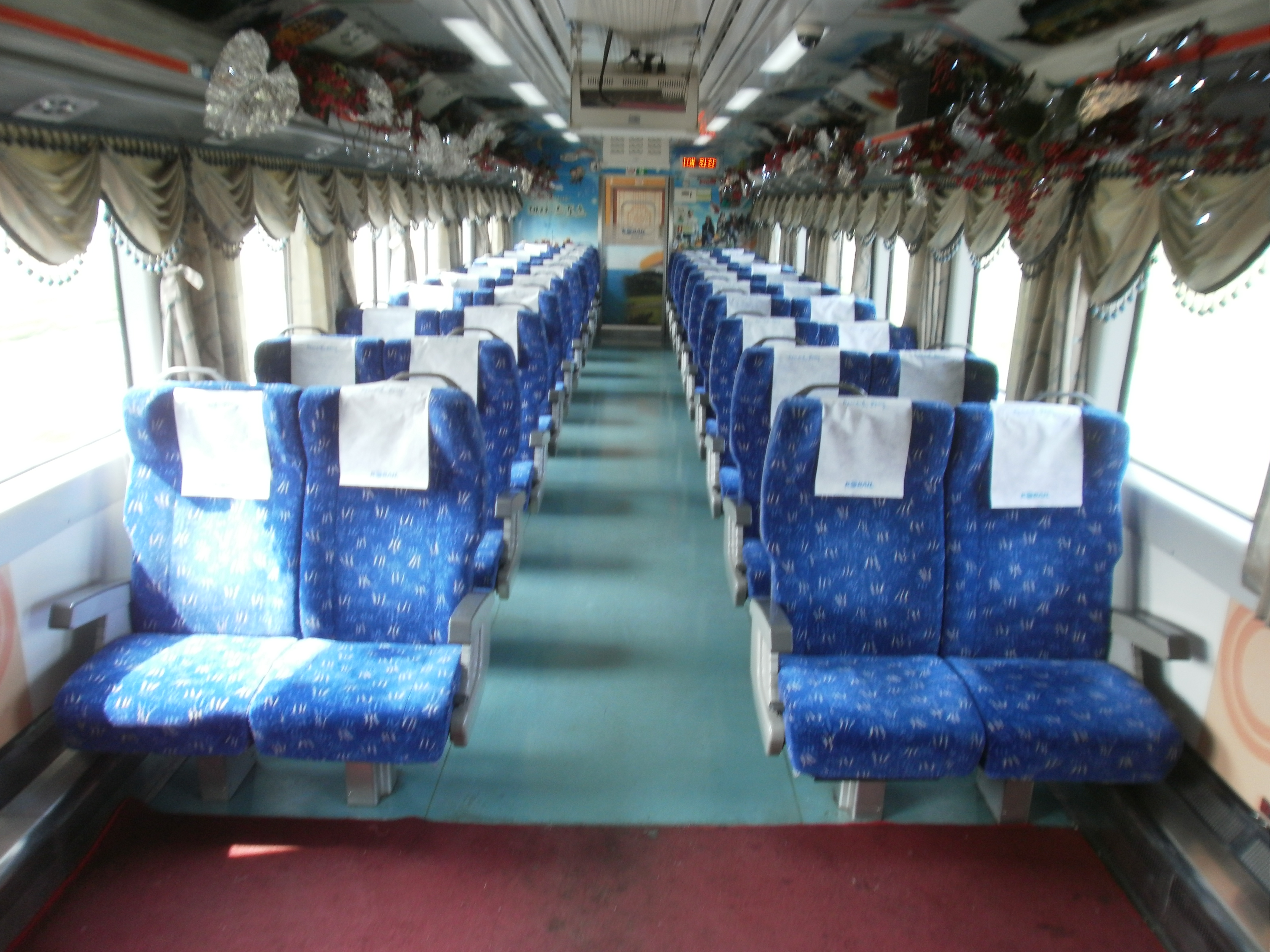
세미나실